# (9647) 1995 UM8
A (9647) 1995 UM8 a Naprendszer kisbolygóövében található aszteroida. Takeo Kobayashi fedezte fel 1995. október 27-én.